# Greased Lightnin'
"Greased Lightnin'" is een nummer uit de musical Grease uit 1971. In 1978 verscheen het ook in de verfilming van deze musical, waarin het werd gezongen door John Travolta in de rol van Danny Zuko. Dat jaar werd het uitgebracht als de zesde en laatste single van het soundtrackalbum van de film.

## Achtergrond
"Greased Lightnin'" is, zoals de meeste nummers uit de musical, geschreven door Jim Jacobs en Warren Casey. Het is geproduceerd door Louis St. Louis, John Farrar, Barry Gibb en Albhy Galuten. In de musical heeft het personage Kenickie een auto gekocht, die hij de bijnaam "Greased Lightnin'" heeft gegeven. Zijn vrienden zijn skeptisch over deze aankoop, aangezien de auto nogal vervallen is. Hij weet ze echter te overtuigen met een rock-'n-rollliedje, waarin hij de aanpassingen die hij aan de auto maakt zodat de vrouwen hem zullen aanbidden, beschrijft. In de musical zingt Kenickie het nummer zelf, maar in de film wordt het gezongen door Danny Zuko, een van de hoofdpersonages. Het nummer zou zijn geïnspireerd door de single "White Lightning" van The Big Bopper.
"Greased Lightnin'" is een van de weinige nummers uit de oorspronkelijke musicalversie van Grease die zonder bewerkingen ook in de film werd gebruikt. In zowel de musical- als filmversie van het nummer worden een aantal woorden gebruikt die in Amerikaanse media normaal gesproken verboden zijn, zoals "shit", "tit" en "pussy". Om deze reden werd het door een groot aantal Amerikaanse radiostations niet gedraaid. Later schreef Jacobs een ietwat aangepaste tekst zonder de seksuele verwijzingen voor optredens op scholen. Wanneer de film op televisie wordt uitgezonden, worden de seksuele verwijzingen verwijderd.
Mede door de weinige airplay bereikte "Greased Lightnin'" slechts plaats 47 in de Amerikaanse Billboard Hot 100. In Europa deed de single het beter, met een elfde plaats in de Britse UK Singles Chart en een top 10-notering in Ierland. In Nederland kwam het tot de zesde plaats in de Top 40 en de vierde plaats in de Nationale Hitparade, terwijl in Vlaanderen de vijfde plaats in een voorloper van de Ultratop 50 werd gehaald.

## Hitnoteringen

### Nederlandse Top 40
| Hitnotering: 14-10-1978 t/m 09-12-1978 | Hitnotering: 14-10-1978 t/m 09-12-1978 | Hitnotering: 14-10-1978 t/m 09-12-1978 | Hitnotering: 14-10-1978 t/m 09-12-1978 | Hitnotering: 14-10-1978 t/m 09-12-1978 | Hitnotering: 14-10-1978 t/m 09-12-1978 | Hitnotering: 14-10-1978 t/m 09-12-1978 | Hitnotering: 14-10-1978 t/m 09-12-1978 | Hitnotering: 14-10-1978 t/m 09-12-1978 | Hitnotering: 14-10-1978 t/m 09-12-1978 | Hitnotering: 14-10-1978 t/m 09-12-1978 |
| Week                                   | 1                                      | 2                                      | 3                                      | 4                                      | 5                                      | 6                                      | 7                                      | 8                                      | 9                                      |                                        |
| -------------------------------------- | -------------------------------------- | -------------------------------------- | -------------------------------------- | -------------------------------------- | -------------------------------------- | -------------------------------------- | -------------------------------------- | -------------------------------------- | -------------------------------------- | -------------------------------------- |
| Nummer                                 | 29                                     | 15                                     | 11                                     | 6                                      | 6                                      | 10                                     | 17                                     | 19                                     | 36                                     | uit                                    |

### Nationale Hitparade
| Hitnotering: 14-10-1978 t/m 30-12-1978 | Hitnotering: 14-10-1978 t/m 30-12-1978 | Hitnotering: 14-10-1978 t/m 30-12-1978 | Hitnotering: 14-10-1978 t/m 30-12-1978 | Hitnotering: 14-10-1978 t/m 30-12-1978 | Hitnotering: 14-10-1978 t/m 30-12-1978 | Hitnotering: 14-10-1978 t/m 30-12-1978 | Hitnotering: 14-10-1978 t/m 30-12-1978 | Hitnotering: 14-10-1978 t/m 30-12-1978 | Hitnotering: 14-10-1978 t/m 30-12-1978 | Hitnotering: 14-10-1978 t/m 30-12-1978 | Hitnotering: 14-10-1978 t/m 30-12-1978 | Hitnotering: 14-10-1978 t/m 30-12-1978 | Hitnotering: 14-10-1978 t/m 30-12-1978 |
| Week                                   | 1                                      | 2                                      | 3                                      | 4                                      | 5                                      | 6                                      | 7                                      | 8                                      | 9                                      | 10                                     | 11                                     | 12                                     |                                        |
| -------------------------------------- | -------------------------------------- | -------------------------------------- | -------------------------------------- | -------------------------------------- | -------------------------------------- | -------------------------------------- | -------------------------------------- | -------------------------------------- | -------------------------------------- | -------------------------------------- | -------------------------------------- | -------------------------------------- | -------------------------------------- |
| Nummer                                 | 32                                     | 24                                     | 4                                      | 6                                      | 7                                      | 8                                      | 8                                      | 14                                     | 17                                     | 20                                     | 26                                     | 41                                     | uit                                    |

### NPO Radio 2 Top 2000
| Nummer met noteringen in de NPO Radio 2 Top 2000 | '00  | '01  | '02  | '03  | '04  | '05  | '06  | '07 | '08  |
| ------------------------------------------------ | ---- | ---- | ---- | ---- | ---- | ---- | ---- | --- | ---- |
| Greased Lightnin'                                | 1168 | 1500 | 1473 | 1735 | 1463 | 1711 | 1502 | -   | 1815 |

1. ↑  Een '-' betekent dat het nummer niet was genoteerd en een vetgedrukt getal geeft de hoogste notering aan.
2. ↑  2000 was het eerste jaar met een notering voor dit nummer.
3. ↑  Deze tabel is bijgewerkt tot en met de laatste editie (2024).